# Tour de Flandes 1966
El Tour de Flandes 1966 va ser la 50a edició del Tour de Flandes. La cursa es disputà el 9 d'abril de 1966, amb inici a Gant i final a Merelbeke després d'un recorregut de 243 quilòmetres. El vencedor final fou el belga Edward Sels, que s'imposà a l'esprint en un grup de 15 corredors que arribaren junts a meta. L'italià Adriano Durante i el belga Georges Vandenberghe acabaren segon i tercer respectivament.

## Classificació final
|    | Ciclista                   | Equip        | Temps      |
| -- | -------------------------- | ------------ | ---------- |
| 1  | Edward Sels (BEL)          | Solo-Superia | 5h 53' 00" |
| 2  | Adriano Durante (ITA)      | Salvarani    | m. t.      |
| 3  | Georges Vandenberghe (BEL) | Romeo-Smiths | m. t.      |
| 4  | Guido Reybrouck (BEL)      | Romeo-Smiths | m. t.      |
| 5  | Willy Planckaert (BEL)     | Romeo-Smiths | m. t.      |
| 6  | Gianni Motta (ITA)         | Molteni      | m. t.      |
| 7  | Willy Bocklant (BEL)       | Mann-Grundig | m. t.      |
| 8  | Jan Nolmans (BEL)          | Mann-Grundig | m. t.      |
| 9  | Vittorio Adorni (ITA)      | Salvarani    | m. t.      |
| 10 | Felice Gimondi (ITA)       | Salvarani    | m. t.      |